# Augusto Frigo
Augusto Frigo (Vicenza, 24 agosto 1918 – Alessandria, 19 maggio 2004) è stato un saltatore con gli sci italiano.

## Biografia

Frigo in un salto nel 1942

Frigo nacque il 24 agosto 1918 a Vicenza, dove la famiglia era sfollata perché l'Altopiano di Asiago, da cui proveniva, era teatro delle dure battaglie e della distruzione della prima guerra mondiale. Dopo soli tre mesi dalla nascita, rimase orfano di padre e tornò a vivere sull’Altopiano alla fine della guerra.
Da adulto entrò nelle Fiamme Gialle e fece parte del Scuola Alpina di Predazzo, specializzandosi nel salto con gli sci; partecipò nel 1942 ai Campionati italiani di seconda e terza categoria di Madesimo, vincendo la prova individuale.
Il 7 marzo dello stesso anno ottenne la medaglia d'argento ai Campionati italiani di Cortina. Fu questo il suo migliore risultato in carriera.
Si spense il 19 maggio 2004 ad Alessandria, città dove aveva vissuto con la famiglia dal 1964.

## Palmarès

### Campionati italiani
- 1 medaglia[2]:
  - 1 argento (nel 1942)